# 饶兴礼
饶兴礼（1925年—2000年），湖北浠水人，中华人民共和国政治人物。
全国农业劳模、湖北省浠水县十月农业生产合作社主任。1954年，当选第一届全国人民代表大会代表。省贫协副主席。1968年，任湖北省革委会副主任，1972年，任湖北省委常委。1980年任湖北省人大常委会副主任。